# 12世紀ルネサンス (ハスキンズ)
『12世紀ルネサンス』("The Renaissance of the Twelfth Century") は、チャールズ・ホーマー・ハスキンズ の著作。
1927年に Harvard University Press から出版された。
この著作により「12世紀ルネサンス」という歴史用語が確立し、中世文明が再評価された。

## 著者
ハスキンズ(Charles Homer Haskins 1870-1937) は中世文化史家。
1870年ペンシルヴァニア州ミドヴィル生まれ。
16歳でジョンズ・ホプキンス大学を卒業し、パリとベルリンに留学。
1892年ウィスコンシン大学教授、1902-1931年ハーヴァード大学教授。この時期に『十二世紀ルネサンス』を執筆。
1937年にマサチューセッツ州ケンブリッジで死去。

## 内容
章題は別宮訳。
1 歴史的背景
11世紀にはサレルノ医学校がヨーロッパ医学の中心になっていた。
11世紀でボローニャでローマ法の『学説彙纂』が登場する。
フランスの学問はカロリング朝の伝統からきているように見える。
2 知的中心地
中世初期の知的中心だった修道院は12世紀に衰退。
修道院に代わったのは司教座聖堂とその付属学校。フランスではシャルトル、オルレアン、パリ。イギリスではカンタベリー。スペインではトレド。
3 書物と書庫
蔵書は、もらうか買うか、その場で作るかだった。
普通の蔵書は、聖書、典礼書、教父たちの著作、7自由学芸関連書、法令集だった。
4 ラテン語古典の復活
古典研究の中心は司教座聖堂付属学校。特にシャルトル学派とオルレアン。
最高の詩人とされたのはウェルギリウスとオウィディウス。散文ではキケロ。
古典の復活を代表する人はソールズベリーのヨハネス。
5 ラテン語
12世紀にはまだ比較的きちんとしたラテン語が使われた。12世紀は、学問的な文学鑑賞の意味でも、文法研究については中世の頂点だった。
6 ラテン語の詩
古典模倣詩の代表者はトゥールの大司教ヒルデベルトゥス。アベラルドゥス（アベラール）は宗教詩も作った。世俗叙情詩はゴリアルディ（遊歴書生）らが作った。
7 法学の復活
11世紀イタリアにローマ法の『学説彙纂』が登場する。イルネリウスがそれを注解し、ボローニャ大学で講義する。彼の弟子たちは註釈学派と呼ばれる。
8 歴史の叙述
この世紀最高のフランス人歴史家はオルデリクス・ウィタリス。
中世ドイツの歴史著述の頂点はフライジングのオットー。
自伝としては、アベラルドゥスの『災厄の記』がある。
9 ギリシア語・アラビア語からの翻訳
11世紀末にスペインのトレド、シチリアのパレルモがキリスト教圏になった。キリスト教徒はそこのアラビア書物の知識を吸収しはじめる。
アラビア語からの翻訳者としてもっとも重要なのはクレモナのゲラルドゥス。翻訳書は文学書よりも科学・哲学書だった。ギリシア語原典からの訳者としてはピサのブルグンディオがいる。
10 科学の復興
ゲラルドゥスその他の人々により、エウクレイデスの『幾何学原論』、プトレマイオス『アルマゲスト』、アリストテレスの自然学書、ガレノスの著作などが翻訳された。
サレルノ医学校では、12世紀に独自の医学書もできた。
11 哲学の復興
12世紀には現存するアリストテレスの論理学書（オルガノン）すべてがラテン語に訳された。
論理学の普及に伴い、アンセルムス、アベラルドゥスらは、神学の論理的記述を試みた。
翌13世紀にトマス・アクイナスが論理学によって神学を大成した。
12 大学の起源
法律学校が11世紀にボローニャ大学になった。学生組織が運営し、学生の授業料から教師の給料が払われる。
ノートルダム司教座聖堂付属学校などはパリ大学になった。
イングランドのオックスフォード大学の起源は定かではない。

## 日本語訳
- 『十二世紀ルネサンス』野口洋二訳、創文社 名著翻訳叢書 1985
- 『十二世紀ルネサンス』別宮貞徳、朝倉文市訳、みすず書房 1989、新版2007ほか  
  - 新版『十二世紀のルネサンス　ヨーロッパの目覚め』講談社学術文庫 2017

### 他の日本語訳
- 『大学の起源』青木靖三、三浦常司訳、法律文化社 1970／社会思想社・現代教養文庫 1977／八坂書房 2009